# تیم ملی والیبال زنان استرالیا
تیم ملی والیبال زنان استرالیا تیم ملی والیبال زنان کشور استرالیا است.